# Chrystella letsonae
Chrystella letsonae is een slakkensoort uit de familie van de Pickworthiidae. De wetenschappelijke naam van de soort is voor het eerst geldig gepubliceerd in 1918 door Pilsbry.